# Michael Groß (Autor)

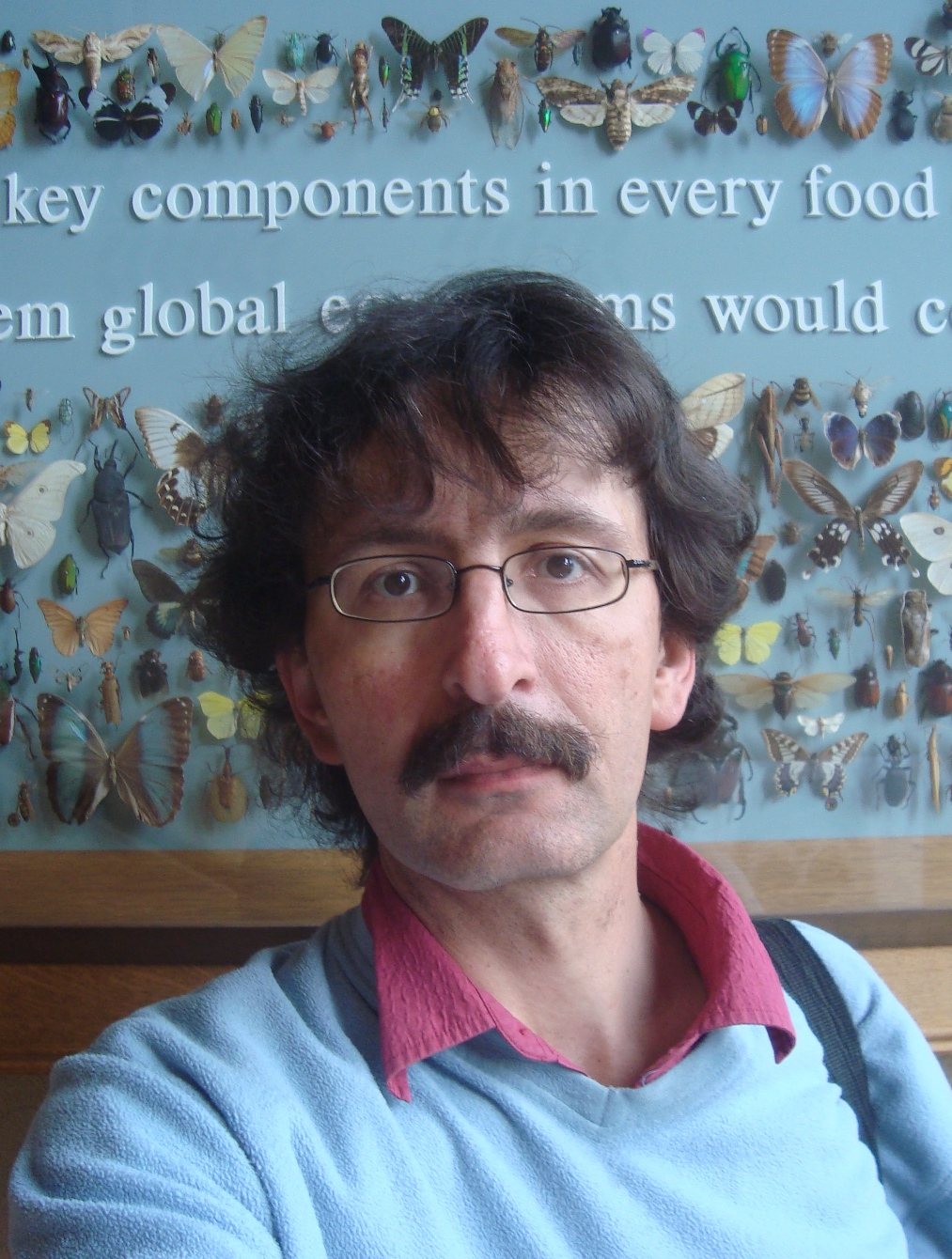
Selbstporträt 2011

Michael Groß (* 1963 in Kirn) ist ein deutsch-englischer Wissenschaftsjournalist und Buchautor.

## Leben
Michael Groß studierte Chemie in Marburg und Regensburg, wo er 1993 promovierte. Anschließend erforschte er bis 2000 am Oxford Centre for Molecular Sciences die biophysikalische Chemie der Proteine. Während dieser Zeit schrieb er wissenschaftsjournalistische Beiträge, unter anderem für die Süddeutsche Zeitung und für Spektrum der Wissenschaft.
Seit 2000 ist er hauptberuflich freier Wissenschaftsjournalist in Oxford und schreibt regelmäßig Beiträge unter anderem für Spektrum der Wissenschaft, Chemie in unserer Zeit und Nachrichten aus der Chemie, sowie auch für englischsprachige Magazine wie Chemistry World, Current Biology und Chemistry & Industry.
Er ist Autor mehrerer populärwissenschaftlicher Bücher, die er meist sowohl in englischer als auch in deutscher Fassung erstellt hat. Einige seiner Texte wurden auch ins Französische, Italienische, Spanische und Niederländische übersetzt.
Im März 2014 erhielt er den GDCh-Preis für Journalisten und Schriftsteller der Gesellschaft Deutscher Chemiker (GDCh).

## Publikationen (Auswahl)
- 1995 Expeditionen in den Nanokosmos, Birkhäuser Verlag
- 1997 Exzentriker des Lebens, Spektrum Akademischer Verlag
- 2002 Was Biotronik alles kann (mit Claudia Borchard-Tuch), Wiley-VCH
- 2009 Der Kuss des Schnabeltiers, Wiley-VCH
- 2011 9 Millionen Fahrräder am Rande des Universums, Wiley-VCH
- 2012 Von Geckos, Garn und Goldwasser: Die Nanowelt lässt grüßen. Wiley-VCH
- 2012 Astrobiologie für Einsteiger (mit Kevin W. Plaxco). Wiley-VCH
- 2014 Die Invasion der Waschbären und andere Expeditionen in die wilde Natur. Wiley-VCH

- Mein Weg zum Wissenschaftsjournalismus. In: Chemie in unserer Zeit. Band 48, 2014, S. 68–71, doi:10.1002/ciuz.201400659.

## Rezensionen
- Exzentriker des Lebens: Die Zeit, 4. Juli 1997 (Rezensent: Peter Buechler), Spektrum der Wissenschaft, 12/1997 (Rezensent: Helmut Koenig)
- Life on the Edge: Nature (21. Mai 1998),[1] New Scientist (15. August 1998), Trends in Biotechnology, Trends in Microbiology
- Travels to the Nanoworld: Nature (11. November 1999),[2] Chemistry & Industry (6. Dezember 1999)
- The Birds, the Bees, and the Platypuses: Nachrichten aus der Chemie, 2008 No. 10, S. 1063; Chemie in unserer Zeit (Treffpunkt Buch Plus), Juni 2009